# Sport Club Itapetinga
Sport Club Itapetinga é um clube de futebol brasileiro da cidade de Itapetinga, interior do estado da Bahia. O clube foi fundado em 2 de julho de 1999 e, em 2000, conquistou a primeira edição do Campeonato Baiano da 3.ª Divisão. No ano seguinte, em 2001, licenciou-se das competições profissionais da Federação Bahiana de Futebol (FBF).

## Títulos
| ESTADUAIS | ESTADUAIS                   | ESTADUAIS | ESTADUAIS  |
|           | Competição                  | Títulos   | Temporadas |
| --------- | --------------------------- | --------- | ---------- |
|           | Campeonato Baiano - Série C | 1         | 2000       |